# Pieter Spierinckx

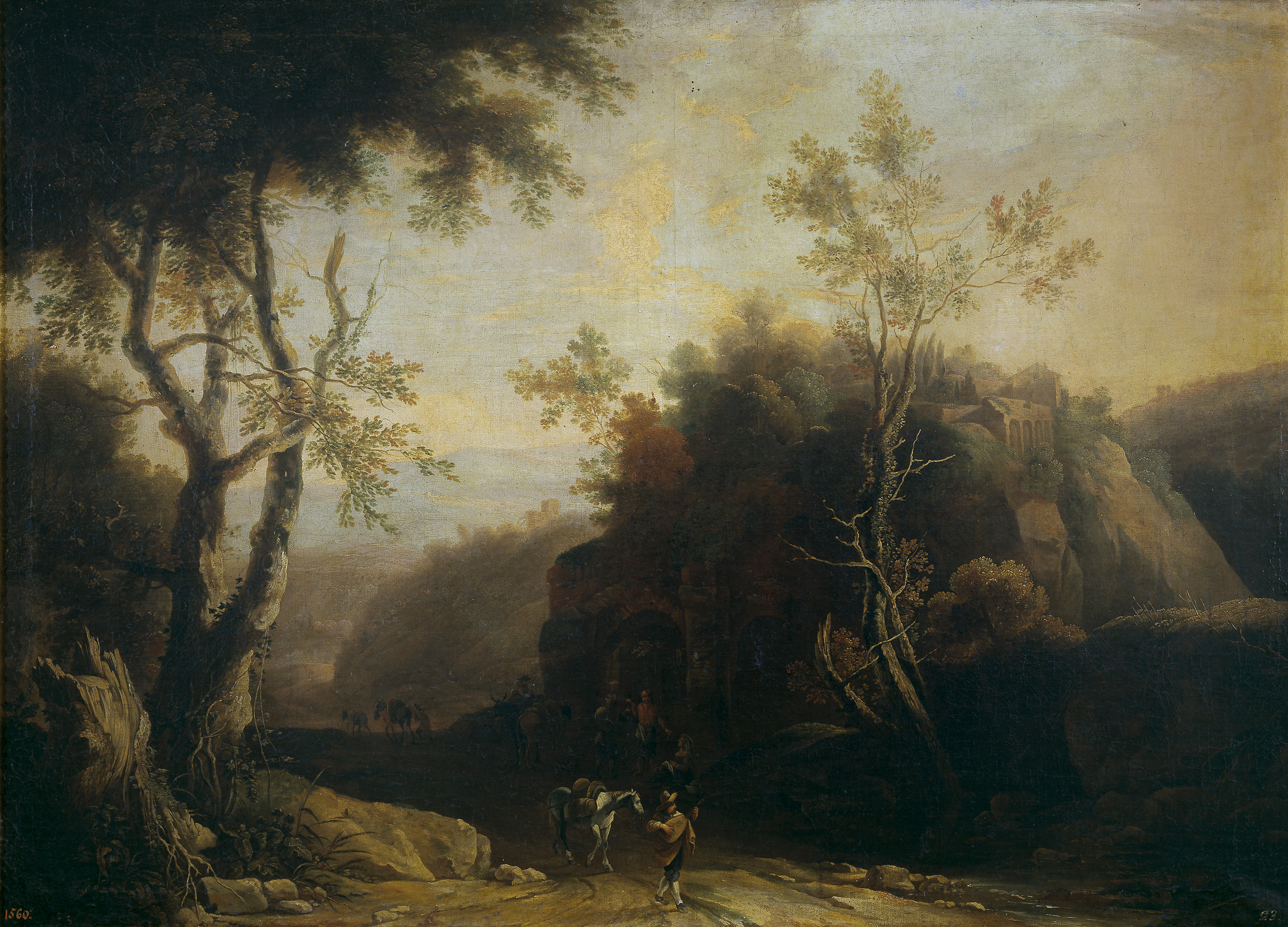
Paysage avec taverne et aqueduc romain

Pieter Spierincks ou Pieter Nicolaes Spierinckx, né le 30 août 1635 à Anvers et mort le 30 août 1711 dans la même ville ou en Angleterre, est un peintre flamand et créateur de tapisseries. Il est un représentant important du mouvement italianisant de la peinture paysagère flamande. Il travaille pour des mécènes de premier plan, dont les rois de France et d'Espagne.

## Biographie
On sait très peu de choses sur la vie et la formation de Pieter Spierincks. Il devient maître dans la Guilde de Saint-Luc d'Anvers en 1655.
Il est actif à Anvers dans la période 1655-1660. Plus tard, il est en Italie, à Lyon et à Paris. À Paris, il travaille pour le roi Louis XIV pour lequel il peint des paysages. Il retourne à Anvers en 1666. Il est marié à Jenne Marie de Jode, la fille de l'éminent graveur Gérard de Jode.
Il meurt probablement à Anvers, mais il est possible qu'il soit décédé lors d'un voyage en Angleterre.
Il est le maître de Geeraert Cruys et de Jean Carel van de Bruynel.

## Travail
Pieter Spierincks est connu pour ses peintures de paysages et les dessins qu'il réalise pour les ateliers de tapisserie à Bruxelles et Audenarde. Les paysages qu'il peint pour le roi français montrent l'influence de Salvator Rosa. Ses paysages sont également influencés par Paul Bril. Ses paysages italianisants présentent en outre une similitude avec les œuvres de Claude Lorrain, notamment dans la luminosité de ses scènes de campagne.
Son style italianisant est très populaire à son époque et représente la tendance décorative qui apparaît dans l'art flamand au milieu du xviie siècle. Le staffage de ses paysages est régulièrement l'œuvre de peintres spécialisés comme Peter Ykens.
Les dessins qu'il réalise pour les ateliers de tapisserie sont souvent le fruit d'une collaboration avec d'autres artistes tels que Lodewijk van Schoor (en) et Peter Ykens.
Certaines natures mortes de chasse qui lui étaient autrefois attribuées sont probablement l'œuvre de Jean-Jacques Spoede.
Une paire de ses peintures de paysages sont conservées par le Museo del Prado de Madrid. Elles faisaient partie de la collection royale espagnole,.

### Références

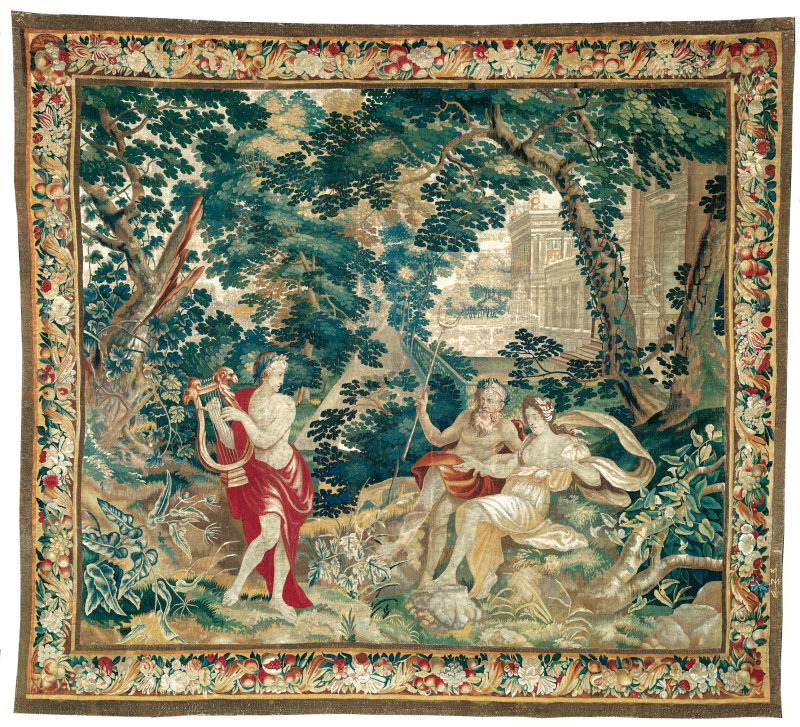
Orphée jouant de la lyre à Hadès et Perséphone